# Łukasz Sosin
Łukasz Józef Sosin (ur. 7 maja 1977 w Krakowie) – polski piłkarz, grający na pozycji napastnika. Czterokrotny król strzelców ligi cypryjskiej.

## Życiorys

### Kariera klubowa
Karierę piłkarską rozpoczynał w Hutniku Kraków, z którego był wypożyczany do Kalwarianki i Cracovii. W barwach Hutnika z 17 golami wywalczył tytuł króla strzelców II ligi Grupy Wschodniej w sezonie 1998/1999. Po tym sezonie kupiła go Wisła Kraków, ale od razu wypożyczyła na sezon 1999/2000 do Odry Wodzisław Śląski, w barwach której strzelił 11 goli w 27 meczach. W sezonie 2000/2001 wrócił do Wisły, z którą zdobył mistrzostwo i Puchar Ligi, strzelając 5 bramek w 17 ligowych meczach. Najczęściej jednak z ławki przyglądał się poczynaniom duetu Maciej Żurawski – Tomasz Frankowski. W kolejnym sezonie ponownie został zawodnikiem wodzisławskiej Odry i znów należał do czołowych strzelców Ekstraklasy, tym razem trafiając do siatki dwunastokrotnie w 23 spotkaniach.
W 2002 roku wyjechał na Cypr, zostając piłkarzem klubu Apollon Limassol, w którego barwach w sezonach 2003/2004, 2004/2005, 2005/2006 był królem strzelców ligi cypryjskiej, a w sezonie 2005/2006 został z Apollonem mistrzem Cypru. Od sezonu 2007/2008 do 2009 grał w cypryjskim klubie Anorthosis Famagusta Larnaka, w barwach którego również zdobył mistrzostwo kraju, a także został po raz czwarty królem strzelców.
W sezonie 2008-2009 znacznie przyczynił się do awansu Anorthosisu do Ligi Mistrzów strzelając bramkę w meczu eliminacyjnym z Olympiakosem Pireus. W jego debiucie w Lidze Mistrzów, zagrał 53 minuty przeciwko Werderowi Brema.
1 stycznia 2010 podpisał kontrakt z pierwszoligowym klubem piłkarskim z Grecji AO Kavala. 27 kwietnia 2010 rozwiązał kontrakt z greckim klubem.
29 lipca 2010 roku wrócił na Cypr i podpisał dwuletni kontrakt z ówczesnym spadkowiczem cypryjskiej ekstraklasy, Arisem Limassol. W 2012 roku wygasł jego kontrakt. Po tym wydarzeniu zakończył karierę.

### Kariera reprezentacyjna
W swoim debiucie w meczu reprezentacji Polski z Arabią Saudyjską strzelił dwie bramki. W reprezentacji Polski rozegrał 4 mecze i zdobył 2 gole.
| Mecze i gole w reprezentacji | Mecze i gole w reprezentacji | Mecze i gole w reprezentacji | Mecze i gole w reprezentacji | Mecze i gole w reprezentacji | Mecze i gole w reprezentacji | Mecze i gole w reprezentacji |
| #                            | Data                         | Miasto                       | Przeciwnik                   | Gol                          | Wynik                        | Rozgrywki                    |
| ---------------------------- | ---------------------------- | ---------------------------- | ---------------------------- | ---------------------------- | ---------------------------- | ---------------------------- |
| 1.                           | 28.03.2006                   | Rijad                        | Arabia Saudyjska             | Gol · Gol                    | 2:1                          | towarzyski                   |
| 2.                           | 02.05.2006                   | Bełchatów                    | Litwa                        |                              | 0:1                          | towarzyski                   |
| 3.                           | 14.05.2006                   | Wronki                       | Wyspy Owcze                  |                              | 4:0                          | towarzyski                   |
| 4.                           | 01.04.2009                   | Kielce                       | San Marino                   |                              | 10:0                         | el. MŚ 2010                  |